# Regal Academy : L'Académie royale
Regal Academy : L'Académie royale (Regal Academy) est une série télévisée d'animation italienne en 52 épisodes de 23 minutes, créée par Iginio Straffi et Joanne Lee et diffusée entre le 21 mai 2016 et le 8 octobre 2018 sur Rai Yoyo.
En France, la série est diffusée depuis le 8 mars 2017 sur Gulli et dès le 10 juillet 2017 sur Nickelodeon Junior.

## Synopsis
Saison 1 :
C'est l'histoire d'une jeune fille du nom de Rose. Elle a deux passions dans la vie : les chaussures et les contes de fées. Alors qu'elle menait une journée ordinaire, elle découvrit par hasard un monde enchanté : la Terre des Fables où les personnages de contes de fées et les créatures magiques qui y vivent cohabitent. Elle atterrit à l'Académie Royale, une école pour les descendants des personnages de contes où elle découvre qu'elle est la petite-fille de ... Cendrillon ! Elle devra mener différentes aventures au côté de ses nouveaux amis : Astoria, petite-fille de Raiponce qui est une fille très intelligente ; Travis, petit-fils de la Belle et la Bête qui est un garçon assez intrépide ; Hawk, petit-fils de Blanche-Neige qui est un garçon très beau et très chevaleresque et Joy, petite-fille du Prince Grenouille qui adore les insectes.
Mais, attention aux méchants ! Car Rose devra tout faire pour éviter les plans de Vicky, Cyrus et Ruby qui veulent devenir les plus grands méchants de la Terre des Fables accompagnés de perfides alliés.
Saison 2 :
Après que Rose et ses amis aient arrêtés les méchants de contes de fées, une nouvelle menace arrive sur la Terre des Fables : la Reine des Glaces ! Elle veut enfermer les héros des 6 familles principales de contes de fées dans ses boules à neige. Elle peut compter sur l'aide de sa fille Keera qui va entrer à l'Académie où elle s'alliera à Vicky pour mettre les gentils hors d'état de nuire. Rose et ses amis vont tout faire pour les en empêcher grâce à leurs artéfacts de famille et à une aide inattendue ...

## Fiche technique
- Titre original : Regal Academy
- Titre français : Regal Academy : L'Académie royale
- Création : Iginio Straffi et Joanne Lee
- Réalisation : Iginio Straffi
- Direction artistique : Simone Borselli (saison 1), Andrea Pulito (saison 2)
- Musique : Michele Bettali, Stefano Carrara et Fabrizio Castania (it)
- Production déléguée : Denise Bracci, Paola Verdenelli (saison 2)
- Production exécutive : Joanne Lee
- Sociétés de production : Rainbow, en collaboration avec Rai Fiction
- Pays d'origine :  Italie
- Langue originale : italien
- Genre : série d'animation, aventure
- Durée : 23 minutes

## Distribution
- Chiara Francese (VFB : Sophie Frison) : Rose Cendrillon
- Giulia Tarquini (it) (VFB : Nelle Rulens, dit Rosier) : Astoria Raiponce
- Emanuela Ionica (VFB : Helena Coppejans) : Joy Grenouille
- Alex Polidori (it) (VFB : Antoni Lo Presti) : Hawk Blanche-Neige
- Manuel Meli (it) (VFB : Grégory Praet) : Travis La Bête
- Eleonora Reti (it) (VFB : Audrey d'Hulstère) : Vicky
- Joy Saltarelli (it) : Ruby
- Emanuele Ruzza (it) : Cyrus
- Aurora Cancian (it) (VFB : Nathalie Hons) : proviseure Cendrillon
- Emanuela Baroni (it) (VFB : Léonce Wapelhorst) : professeure Blanche-Neige
- Alessandra Cassioli (it) (VFB : Carine Seront) : professeure Raiponce
- Pierluigi Astore (it) (VFB : Jean-Michel Vovk) : coach la Bête
- Gianni Giuliano (it) (VFB : Philippe Résimont) : Doc Grenouille

- Version française :
  - Société de doublage : C YOU SOON (Belgique)
  - Direction artistique : Anne-Sophie Derasse (saison 1) / Delphine Chauvier (saison 2)
  - Adaptation des dialogues : Anne-Sophie Derasse (saison 1) / Isabelle Jannes (saison 2)
  - Enregistrement et mixage : Yves Bradfer (saison 1) / Julien Paschal (saison 2)

## Épisodes

### Première saison (2016)
1. L'École des fables (La scuola delle favole)
2. La Grande Course des dragons (La grande corsa dei draghi)
3. Le Cygne du marais (Un cigno nella palude)
4. Astoria et le château haricot (Astoria e la pianta di fagiolo)
5. Un mariage de conte de fées (Un matrimonio da favola)
6. Mystérieux vol au château Cendrillon (Mistero al castello di Cenerentola)
7. La Petite Fille de la Princesse au petit pois (La nipote della principessa sul pisello)
8. La Vengeance (La vendetta)
9. L'Attaque de la sorcière Pâtissière (L'attacco della strega Zenzero)
10. La Collection féerique de Rose (La collezione da favola di Rose)
11. La Chute du méchant loup (Il ritorno del lupo cattivo)
12. Citrouilles et Dragons (Zucche e draghi)
13. Le Grand bal (Il grande ballo)
14. La Légendaire princesse à l'éventail de fer (Ventaglio di ferro)
15. Rose et le roi des dragons (Rose e il re dei draghi)
16. Le Chant de la sorcière des mers (La canzone della strega del mare)
17. Hawk et les pommes empoisonnées (Hawk e le mele avvelenate)
18. La Revanche de la sorcière pâtissière (Favole sulla Terra)
19. La Malédiction décoiffante (La maledizione dei capelli)
20. La Fête des parents (La giornata dei genitori)
21. Singeries magiques (Magia scimmiesca)
22. Les Fleurs en délire ! (Il festival dei fiori)
23. Danse des cygnes au clair de lune (Danza al chiaro di luna)
24. Duel de dragons (Il duello dei draghi)
25. Les Méchantes belles-sœurs (La caduta dei guardiani)
26. Vicky la maléfique (La terribile Vicky)

### Deuxième saison (2017-2018)
1. Pompons ! (PomPom!)
2. La Belle est la Bête (La bella è la bestia)
3. La Fête de la magie (La fiera della magia)
4. La Folie du miroir (Specchi impazziti)
5. Les Bracelets de feu (La moglie del gigante)
6. Pinocchio a disparu ! (Alla ricerca di Pinocchio)
7. Méchante grenouille (La rana cattiva)
8. Dans la forêt enchantée (Nella foresta incantata)
9. Le Bal masqué (Il ballo in maschera)
10. La Guerrière fantôme (Il guerriero ombra)
11. La Compétition des princes (La gara dei principi)
12. Sombre Dragon (Il Nerodrago)
13. Un jour à l'Académie Merlin (Un giorno alla Merlin Academy)
14. La Magie des dragons (La parata regale)
15. Un conte de sirène (Un'avventura da sirena)
16. Fête au château Bois dormant (Festa addormentata)
17. L'Épreuve de la Tour (La sfida della torre)
18. Une transformation grenouillesque (La strega mutaforma
19. Le retour de Ruby (Il ritorno di Ruby)
20. Le Mariage (Matrimonio in arrivo)
21. Quand minuit sonne (L'effetto della mezzanotte)
22. Noël en terre des fables (Natale nella terra delle favole)
23. La Magie de l'arc-en-ciel (L'arcobaleno magico)
24. Le Retour de Fala (La trappola della regina delle nevi)
25. Rose au Pays des merveilles (Rose nel paese delle meraviglie)
26. Le Royaume des Glaces (Il regno delle nevi)

## Production
Regal Academy est réalisée en images de synthèse. Cependant, la série utilise un style d'animation nommé ToonShade afin d'obtenir un aspect 2D, ce qui permet une grande fluidité dans les mouvements des personnages. En mai 2016, la série est renouvelée pour une deuxième saison,. Les deux premiers épisodes sont alors diffusés lors du festival du film de Giffoni en juillet 2017.

## Produits dérivés

### DVD
En Italie, la première saison fut commercialisée en DVD en deux volumes, contenant chacun treize épisodes, sortis respectivement le 13 octobre 2016 et le 24 janvier 2017. En France, la commercialisation de la série, éditée par Citel, débute avec deux volumes, le premier contenant six épisodes et le second sept, sortis le 24 mai 2017,. Par la suite, un troisième et quatrième volume, contenant également six et sept épisodes, sortent respectivement le 12 juillet 2017 et le 13 septembre 2017.

### Romans
Une série de romans, éditée par Rizzoli en Italie, a débuté en 2016. En France, ils sont édités par la Bibliothèque rose.
1. L'École des contes de fées (Una scuola da favola Academy), paru le 6 octobre 2016 en Italie[13] et le 5 avril 2017 en France[14] ;
2. La Course des dragons (La Grande cerimonia), paru le 6 octobre 2016 en Italie[15] et le 28 juin 2017 en France[16] ;
3. Una magica collezione, paru le 9 mars 2017 en Italie[17].

### Autres
Depuis l'automne 2017, la société Alpha Group Co (en) commercialise des poupées et des kits de jeu basés sur la série.

## Diffusion internationale
Aux États-Unis, la série est diffusée sur Nickelodeon depuis 13 août 2016, et au Canada dès le 3 décembre 2016 sur YTV.